# Lonček balonček
Lonček balonček je nemška ljudska pravljica, ki jo je prevedla Kristina Brenkova. Izšla je leta 1983 v zbirki Najdihojca pri Mladinski knjigi, ilustrirala in opremila jo je Marjeta Cvetko. 

## Vsebina
Zgodba pripoveduje o siromašni ženi, ki ni imela ničesar, kar bi vrgla v lonec. Imela pa je lonček, ki ga je vedno skrbno pomila. Lonček ji je nato začel prinašati hrano. Ko pa ji je nekega dne prinesel denar, ga žena ni več pomila. Lonček se je zato razjezil in ji prinesel kravje iztrebke. Ko je žena videla, kaj ji je prinesel, ga je vrgla skozi okno. Lonček je odšel in se ni nikoli več vrnil.

## Liki
Glavna književna lika sta revna žena in lonček. 
Revna žena je oseba, ki ji je zmanjkalo ji hrane, ima pa lonček. Tega vsakič skrbno pomije in ga da na okensko polico, da ga sonce posuši. Njena skrb za lonček je poplačana, ko ji ta začne prinašati hrano. Ona mu je hvaležna in vedno znova ga pomiva. Ko pa ji lonček prinese denar, jo prevzame želja po bogastvu. Namesto da bi lonček umila, mu reče, naj prinese še več denarja. Ker lonček ne prinese kar je želela, ga nehvaležno vrže skozi okno.
Lonček je pravljični lik. Ima človeške lastnosti, saj govori, hodi, teče... Hvaležen je, da ga revna žena vedno znova umiva in postavlja na sonce. Nekega dne ji poplača s tem, da ji prinese hrano kasneje pa tudi cekine. Ko pa vidi, da je denar ženi pomembnejši kot to, da bi ga umila, se ujezi. Svojo jezo pokaže s tem, ko ji prinese kravje iztrebke namesto denarja. Na koncu lonček odide v širni svet.
Stranske književne osebe so še: sonce, kmet, mesarica in bogati mož. 

## Analiza pravljice
Lonček balonček je ljudska pravljica. Avtor ni poznan, kraj in čas dogajanja nista natančno določena. Kraj lahko določimo posredno. Pravljica se dogaja v hiši, na trgu, v mesnici.V pravljici sta prisotni nasprotji skromnost-neskromnost in revščina-bogastvo. Žena je revna, ostali pa imajo preveč hrane, denarja... Pojavijo se tudi pravljična bitja oz. predmeti, to je lonček, ki je personificiran lik. Hkrati je ta tudi čarobni rekvizit. Na koncu pravljice pa je zapisan tudi nauk.